# Gábor Forgács
Gábor Forgács (Budapest, 30 de diciembre de 1947-Budapest, 4 de noviembre de 2024) fue un actor, doblador, comediante y músico húngaro.

## Biografía
Cantar yodel fue su pasatiempo desde los ocho años, y sus colegas lo convencieron para que participara en Ki mi tud? de 1972, apareciendo en Magyar Televízió con un número de yodel. A partir de entonces se convirtió en intérprete y las actuaciones sucedieron una tras otra. Bajo la influencia de János Koós, con quien trabajó tres años, empezó a darle vida a sus actuaciones con humor. Entre 1975 y 1977 actuó en el Teatro Jókai del condado de Békés, inicialmente como asistente de actor. Entre 1977 y 1993 fue miembro de Vidám Színpad y luego de Mikróskók Színpad durante cinco años. Después de eso, volvió a entretenerse como autónomo.
Como bajista, formó parte de la primera banda de actuación de Hungría, en la que István Bubik y András Sipos tocaban la batería, Kálmán Latabár Jr. tocaba el piano e István Mikó tocaba la guitarra; hicieron divertidos popurrís que interpretaron en el Népstadion, en el festival anual de fútbol de actores y periodistas. La formación original fue formada por Tibor Kalmár como banda de circo llamada Dali-dili. También montó durante mucho tiempo.
En 2020 le diagnosticaron cáncer, tras lo cual fue sometido a varias operaciones. Murió el 4 de noviembre de 2024 a los 76 años de edad.

## Premios y reconocimientos
- Cruz de Plata al Mérito de la República Húngara (1997)
- Premio Pepita (2011)

## Teatro
- Önálló estje: Humorforgácsok (1985)
- Bagolytüdő és articsóka (Budaörsi Játékszín)
- Este fess a pesti nő (Teatro Éva Ruttkai)
- Ketten egy ellen (Teatro Újpest)
- Kabarémúzeum  (Teatro Éva Ruttkai)
- Bradányi Iván–Karinthy Márton: Vidám válás....Tonelli (Teatro Karinthy)

### Teatro Jókai en la provincia de Békés
- Heltai Jenő–Ránki György: Szépek szépe....... Imponente
- Emil Braganszkij–Eldar Rjazanov: Me caso esta noche... Pedro
- Heltai Jenő:Szépek szépe ... Imponente
- Gergely Csiky:: Caviar.... Óscar
- Vasily Skvarkin: Idegen gyermek... jasa

## Filmografía

### Largometrajes
- Mit csinált felséged 3-tól 5-ig? (1964)
- Ereszd el a szakállamat! (1975)
- Emberrabló lányok (1990)
- Cspad le csacsi! (1992)
- Pizzás (2000) (productor)
- Kis Vuk (2007) - Balfék (voz)

### Películas para televisión
- Három a kislány (1988)
- Szomszédok (1992)
- Szerencsi, fel! (2004)
- Museo Cabaret (2006)
- Különös Szilveszter (2007)
- Alfonzó szenvedélyei

### Teleseries
- Csíííz (presentador)
- Finálé (colaborador)
- Kató néni kabaréja
- Uborka
- Szeszélyes évszakok
- Új Gálvölgyi-show

## Doblaje
- Agatha nem hagyja annyiban : Gyilkosság a golfklubban (2006) – Peter Pfeiffer (Max Volkert Martens)
- 1492: la conquista del paraíso (1992)
- Alex & Co. (2016-)
- Los 7E
- League of Legends (2014-2015) - Gragas , Corki, Bubbs
- Pillangó-hatás 3 – Jelenések – Jack Nicholas
- Made of Honor (2008) Sydney Pollack
- Madagascar 2 y Madagascar 3 (2008, 2012) - Rey Julien
- Dumbo (1992)
- Alicia en el país de las maravillas (1951)
- La habitación del pánico (2002)
- Loaded Weapon (1993)
- Hot Shots! Part Deux (1993)
- Astérix en los Juegos Olímpicos (2008)
- Harry Potter (2002–2009) Mark Williams
- Scrubs como Dr. Bob Celso
- Buscando a Nemo (2003)
- Intolerable Cruelty (2003)
- La niebla (2007) - Ollie Weeks
- Ufók első karácsonya (1991)
- Bundás és Rozsdás (1998)
- A karácsonyi kincs
- A Simpson -película (2007)
- Astro Boy - Orrin  (2009)
- Bleach - Shihouin Yoruichi
- Dragon Ball GT - Kaito
- Fullmetal Alchemist - Tim Marcoh
- Naruto
- Rozsomák
- Frida (2002)
- True Jackson, VP - Max Maddigan
- Los pingüinos de Madagascar, la película - Rey Julien
- Los pingüinos de Madagascar, la serie - Rey Julien
- Geronimo Stilton
- Dick Dastardly & Muttley
- Pink Panther and Pals (2010)
- Mansión Foster para amigos imaginarios
- Star Wars: The Clone Wars (2009)
- Star Wars: Rebels – Palpatine (Sam Witwer), Quarrie (Corey Burton)
- Ojos de fuego (1984)
- Cannibal Holocaust (1980)
- Rush Hour (1998) Tom Wilkinson
- Roma – Erastes Fulmen (Lorcan Cranitch)
- Doctor Who  (David Troughton)
- Tale Spin (1990)
- ¡Oye, Arnold!
- MetaJets
- Capitán Flamingo
- Life with Louie - Louie
- Ugly Americans - Leonard Powers
- Futurama - Hubert Fransworth
- Kim Posible - Dr. Drakken
- Felhangolva
- Bob's Burgers - Linda Belcher
- Timon y Pumbaa - Speedy (Jim Cummings)
- El increíble mundo de Gumball – Gaylord Robinson
- Cars – Bob Cutlass
- Cars 3 – Bob Cutlass
- Padre de familia – Consuela, Seamus Levine
- South Park - Gerald Broflovski, Harrison Yates, Darryl Weathers
- Peppa
- The Big Bang Theory – Arthur Jeffries
- T.U.F.F. Puppy – Herbert Dumbrowski
- Big Time Rush – Arthur Griffin
- Slugterra - Dr. Blakk
- Better Call Saul - Chuck McGill
- How I Met Your Mother
- Star Wars: The Bad Batch (2021)
- El libro de Boba Fett – Lortha Peel (Stephen Root) (2022)
- Andor – Hyne (Rupert Vansittart) (2022)
- Once Upon a Studio - Morgó (Josh Robert Thompson) (2023)

## Discografía
- Una voz / Entre las montañas (1972) [5]
- Jódli (1985) [5]
- Todavía te debo 13+1 canciones (1998) [5]